# Kihelkonna

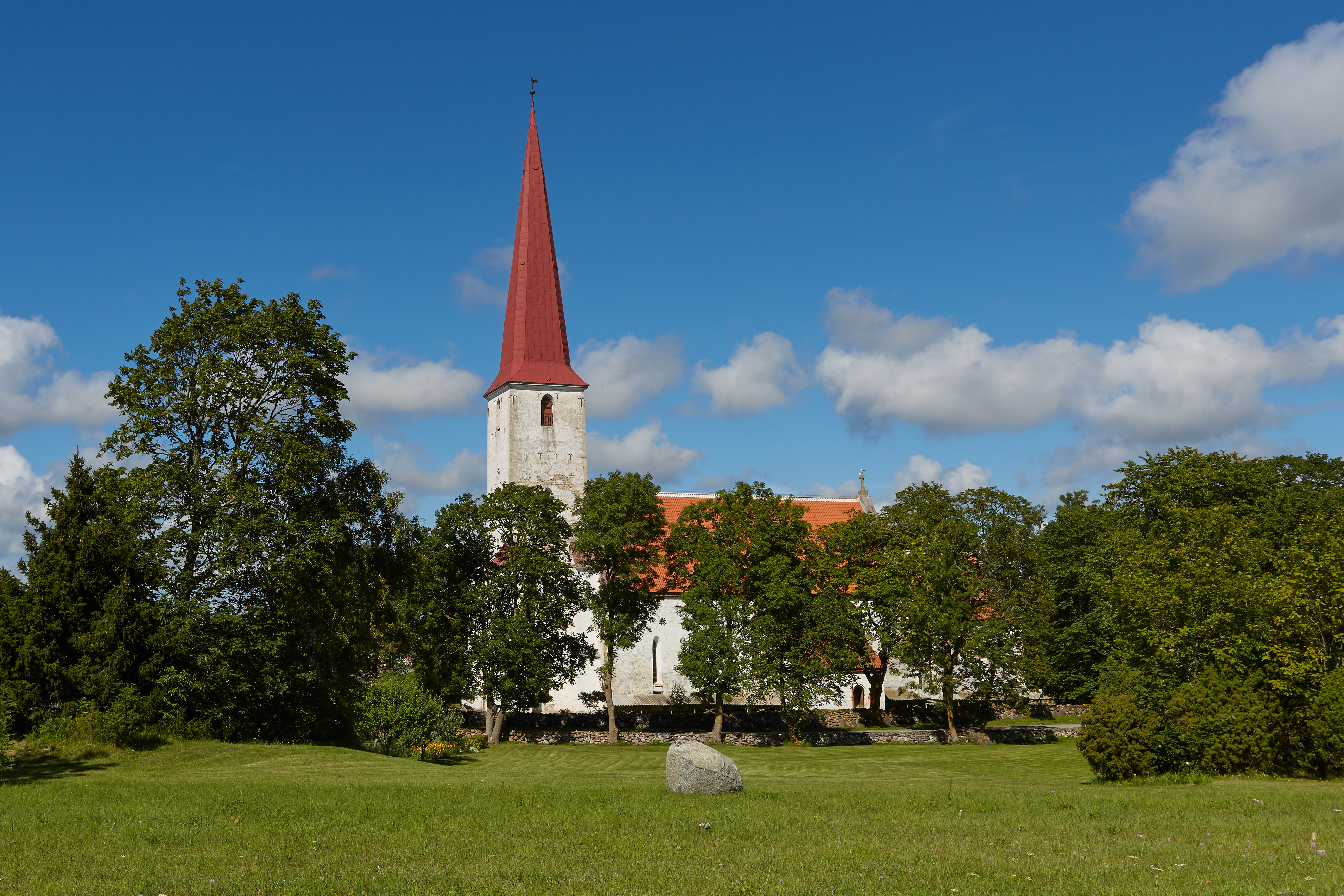
Kościół w Kihelkonnie

Kihelkonna – okręg miejski w Estonii, w prowincji Saare. Ośrodek administracyjny gminy Kihelkonna, zamieszkiwany przez 500 mieszkańców.